# Vlaberggroeve

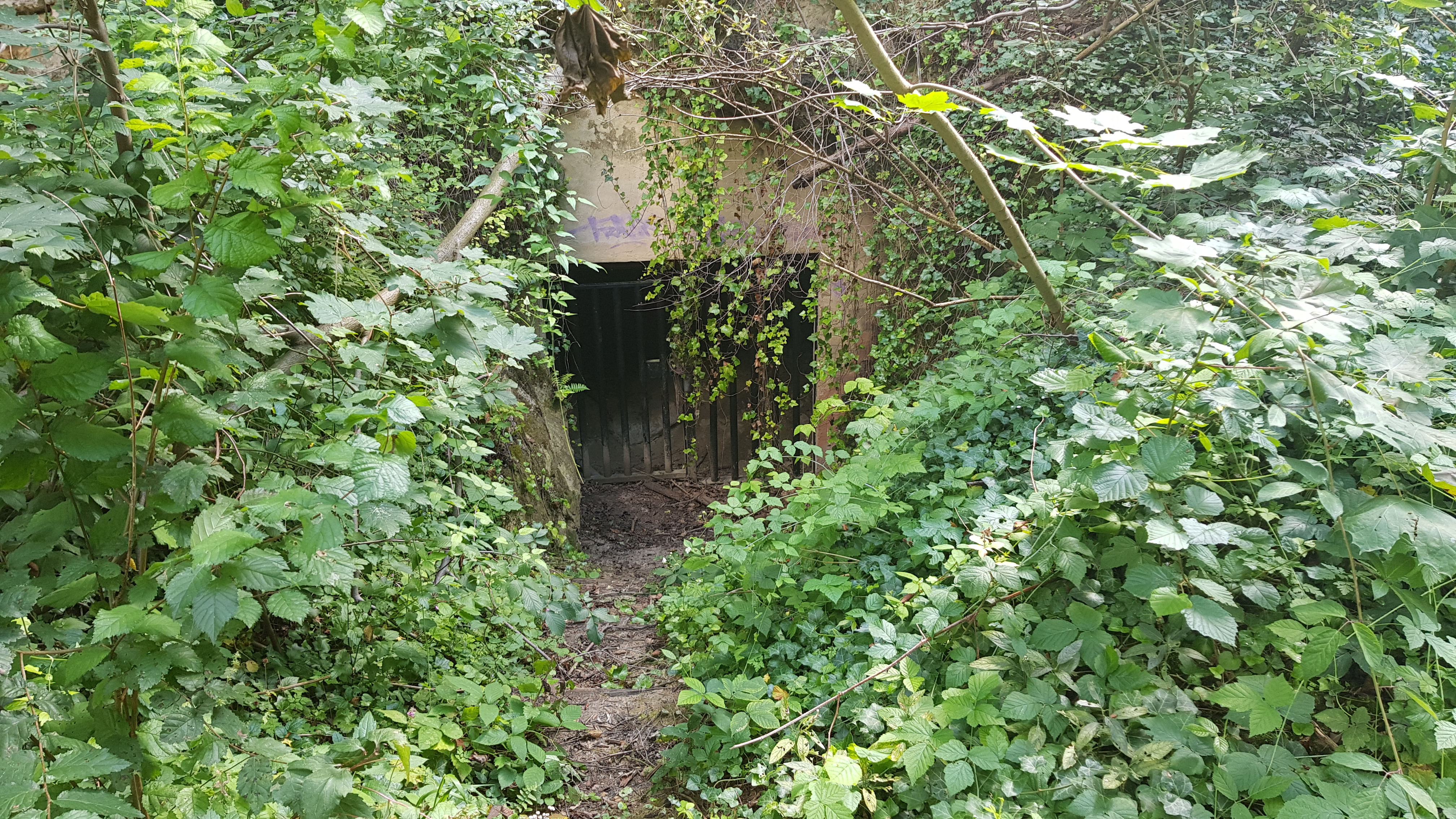
Noordelijke ingang

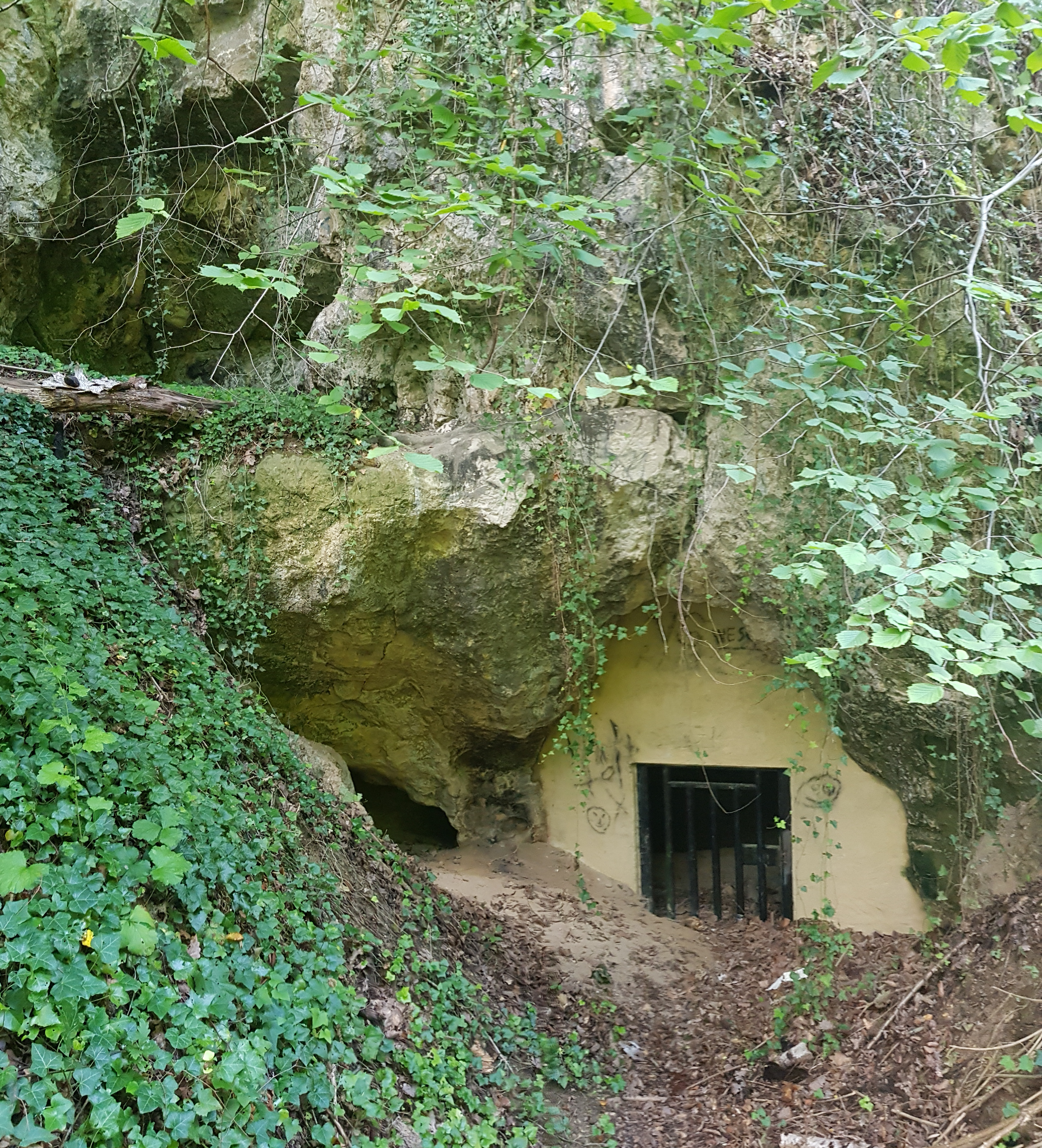
Zuidelijke ingang (kruipgat)

De Vlaberggroeve is een Limburgse mergelgroeve in het Geuldal in de Nederlandse gemeente Valkenburg aan de Geul in Zuid-Limburg. De ondergrondse groeve ligt ten noordwesten van Geulhem ten zuidoosten van camping 't Geuldal. Ze ligt onder een hellingbos aan de Bronsdalweg. De groeve ligt aan de noordwestkant van het Plateau van Margraten in de overgang naar het Maasdal. In de omgeving duikt het plateau een aantal meter steil naar beneden.
Op ruim 150 meter naar het noordwesten ligt de Groeve in de Dolekamer, op ongeveer 30 meter naar het noorden bevindt zich de tunnelingang van de Curfsgroeve met de ernaast gelegen Kalkoven bij ingang Curfsgroeve en ongeveer 70 meter naar het oosten ligt de westelijke ingang van de Bonsdalgroeve.

## Geschiedenis
De groeve werd door blokbrekers ontgonnen voor de winning van kalksteenblokken.

## Groeve
De groeve heeft twee ingangen, waarvan een een kruipgat is. De beide ingangen van de groeve zijn afgesloten met traliewerk, zodat vleermuizen de groeve kunnen gebruiken als verblijfplaats.
De groeve wordt beheerd door het Het Limburgs Landschap. De groeve is op veiligheid onderzocht en werd voor 2015 afgekeurd.